# Johannes Canuti Lenaeus
Johannes Canuti Lenaeus (29 novembre 1573 – 23 aprile 1669) è stato un religioso svedese, Arcivescovo di Uppsala dal 1657 fino alla sua morte.
Dopo molti anni di studio, principalmente in Germania presso le Università di Rostock e Wittenberg, divenne professore di logica all'Università di Uppsala nel 1604. Dopo ulteriori studi in Germania, divenne anche professore di greco ed ebraico. Dopo essere stato ordinato sacerdote, nel 1613 divenne professore di teologia.
Scrisse un'opera, Logica peripatetica (1633) che fece rivivere la filosofia dei peripatetici e fu utilizzata come libro di testo.
Suo suocero, Petrus Kenicius, era stato Arcivescovo di Uppsala, e lui ne fu un successore naturale.

## Successione apostolica
- Papa Clemente VII
- Vescovo Petrus Magni
- Arcivescovo Laurentius Petri
- Vescovo J.J. Vestrogothus
- Vescovo Petrus Benedicti
- Arcivescovo Abraham Angermannus
- Arcivescovo Petrus Kenicius
- Arcivescovo Olaus Martini
- Arcivescovo Laurentius Paulinus Gothus
- Vescovo Jonas Magni
- Arcivescovo Johannes Canuti Lenaeus